# Meioneta birulai
Meioneta birulai là một loài nhện trong họ Linyphiidae.
Loài này thuộc chi Meioneta. Meioneta birulai được Wladislaus Kulczynski miêu tả năm 1908.